# こちらニッポン…
『こちらニッポン…』は、小松左京の長編SF小説。1976年より1年にわたって『朝日新聞』夕刊に連載された。

## 概要
社会を構成するある要素が突如消え去ったら残された人々はどうふるまうのか、というテーマを通して人間社会のシステムを考察する、『物体O』（1964年）『日本沈没』（1973年）から本作品、そして『首都消失』（1985年）に連なる小松左京の得意とするシミュレーション的SF作品である。
この作品では特に「膨大な近代都市の社会システムの維持」という観点を考察しているのが特徴である。それと併せて「社会」（日本）をまとめる象徴とは何なのかを問うストーリーも描かれている。
物語序盤で主人公の福井が潜り込むのは、朝日新聞大阪本社であり、生活の拠点とするのがホテルプラザである。他にも実在の当時の有名スポットが随所に登場し、作品にリアリティーを持たせている。

## 内容
大阪に住む平凡なサラリーマンである福井は、ある日の深夜泥酔して昏倒している間に自分以外の人間がすっかり消え去っていることに気が付く。あてもなく潜り込んだ新聞社に偶然かかってきた一本の電話から、彼は自分以外の人間がまだ「消え残って」いることを知る。
やがて数人の仲間を見つけた福井は東京の人々と合流するが、東京に残っていた人々は皇居から「三種の神器」を持ち出して「日本社会」を再建しようとする宗教家の一派と反対する人々に分裂していた。しかし薬物中毒の若者が動物園から解き放った猛獣が原因で、宗教家は死亡する。
やがて、社会を支えていた人々が消え去った都会はインフラが崩壊していき、彼らの生活も緩やかに危機に瀕していく。彼らはその危機を打開するため、海外への移住を考える。
福井はその中でこの事件の真相を一人考えていたが、昏倒する寸前に遠くから聞こえた声のことを思い出す……。